# Chyrp
Chyrp — бесплатное программное обеспечение для создания блогов, разработанное Алексом Сураци и Арианом Цезаири. При создании ПО учитывался принцип минимализма и функциональности.

## История
История Chyrp начинается в 2004 году, когда Алекс Сураци занялся разработкой. В начале проект назывался MCMS (mynimal CMS); далее Mynimalistic; потом Lingua; и в конце концов за ним закрепилось название Chyrp.

## Дизайн
Chyrp — это тумблеро-подобный блоговый движок, который можно установить на любой сервер. Он использует гибкий модульный движок, с специальным видом модулей «Перья», помогая создавать новые функции и типы публикаций типа видео и т. п., шаблоны, позволяя изменить любой элемент вашего сайта.
Chyrp написан на PHP, MySQL, AJAX

## Релизы
| Версия     | Дата релиза     | Основные изменения                                                                  |
| ---------- | --------------- | ----------------------------------------------------------------------------------- |
| 1.0        | 25 декабря 2007 | Первый публичный релиз.                                                             |
| 1.0.2      | 28 декабря 2007 | Множество баг-фиксов, добавлены перья.                                              |
| 1.0.3      | 2 января 2008   | Добавлена функция предварительного просмотра, возможность обновления.               |
| 1.1        | 3 февраля 2008  | Снижена нагрузка на БД.                                                             |
| 1.1.2      | 3 февраля 2008  | Множество исправлений и баг-фиксов.                                                 |
| 1.1.3      | 8 февраля 2008  | Множество исправлений и баг-фиксов.                                                 |
| 1.1.3.1    | 9 февраля 2008  | Множество исправлений и баг-фиксов.                                                 |
| 1.1.3.2    | 17 февраля 2008 | Множество исправлений и баг-фиксов.                                                 |
| 2.0        | 2 июля 2009     | Большой релиз.                                                                      |
| 2.1        | 1 апреля 2011   | Крупный релиз, множество исправлений.                                               |
| 2.1.1      | 12 августа 2011 | Улучшена безопасность.                                                              |
| 2.5 Beta 1 | 24 октября 2011 | Добавлен редактор тем, модуль рейтинга страниц, исправлены все известные баги и др. |

## Требования
Chyrp требует PHP версии 5.2 или больше (с поддержкой PDO). MySQL 4.1 или больше, SQLite 3 или PostgreSQL.